# Црква Светог великомученика Георгија у Жељуши
Црква Светог великомученика Георгија у Жељуши, насељеном месту на територији  општине Димитровград, православни је храм који припада Епархији нишкој Српске православне цркве.
Црква посвећена Светом великомученику Георгију налази се на старом Жељушком гробљу. Прву цркву сазидали су Милан и његов син Атанас почетком 20. века. Храм се обновио у данашње време великом несебичним помоћи Зорана Стаменковића из Жељуше. Направљен је шири пут, мост преко потока, проширен прилаз до храма, направљена велика припрата и покривена црепом.